# Imperial Air
Imperial Air var ett regionalt flygbolag baserat i Cusco i Peru som bland annat flög AN-32 och Tupolev Tu-134. På grund av minskade passagerarantalen och olyckor, stängde företaget år 2002.

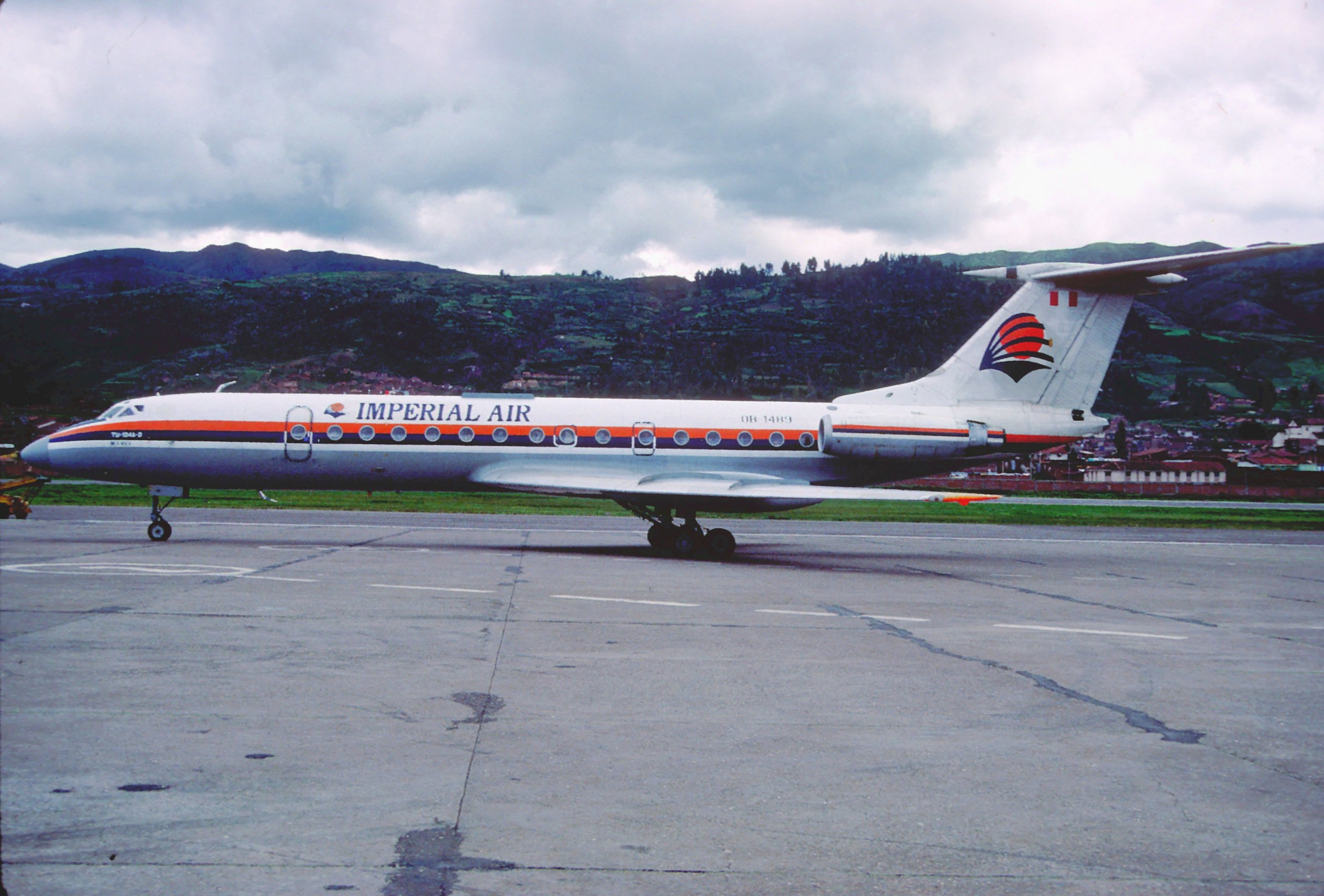
En Tupolev Tu-134 tillhörande Imperial Air